# Chusquea peruviana
Chusquea peruviana är en gräsart som beskrevs av E.G.Camus. Chusquea peruviana ingår i släktet Chusquea och familjen gräs. Inga underarter finns listade i Catalogue of Life.